# Монпеза-су-Бозон (кантон)
Монпеза́-су-Бозо́н (фр. Montpezat-sous-Bauzon) — кантон во Франции, находится в регионе Рона — Альпы, департамент Ардеш. Входит в состав округа Ларжантьер.
Код INSEE кантона — 0812. Всего в кантон Монпеза-су-Бозон входит 7 коммун, из них главной коммуной является Монпеза-су-Бозон.

## Коммуны кантона

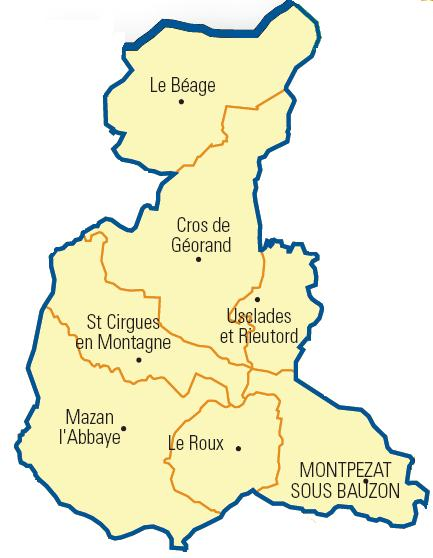
Карта кантона

| Коммуна             | Население, чел. (2006) | Почтовый индекс | Код INSEE |
| ------------------- | ---------------------- | --------------- | --------- |
| Кро-де-Жеоран       | 186                    | 07630           | 07075     |
| Ле-Беаж             | 335                    | 07630           | 07026     |
| Ле-Ру               | 37                     | 07560           | 07200     |
| Мазан-л’Аббеи       | 136                    | 07510           | 07154     |
| Монпеза-су-Бозон    | 780                    | 07560           | 07161     |
| Сен-Сирг-ан-Монтань | 251                    | 07510           | 07224     |
| Юсклад-э-Рьётор     | 121                    | 07510           | 07326     |

## Население
Население кантона на 2006 год составляло 1 813 человек.
| 1962  | 1968  | 1975  | 1982  | 1990  | 1999  | 2006  | 2007 | 2008 |
| ----- | ----- | ----- | ----- | ----- | ----- | ----- | ---- | ---- |
| 2 488 | 2 915 | 2 516 | 2 200 | 2 055 | 1 769 | 1 813 | —    | —    |